# 桑特 (加利福尼亞州)
桑特（英語：Zante）是位於美國加利福尼亞州圖萊里縣的一個非建制地區。該地的面積和人口皆未知。

## 地理
桑特的座標為36°06′53″N 119°02′44″W / 36.11472°N 119.04556°W，而該地的平均海拔高度為127米（即417英尺）。